# Carmen Gheorghe
Carmen Gheorghe is een Roemeense activiste die zich inzet voor de rechten van Roma- vrouwen. Ze is de voorzitter van E-Romnja, die de rechten van Roma-vrouwen promoot. In 2022 ontving ze de International Women of Courage Award.